# Copa de Naciones del Golfo de 1986
La Copa de Naciones del Golfo de 1986 (en árabe: كأس الخليج العربي‎) fue la octava edición del torneo de fútbol a nivel de selecciones nacionales de las monarquías del Golfo y que contó con la participación de siete países de la región.
Kuwait fue el campeón al ser quien hizo más puntos durante el torneo realizado en Manama, Baréin.

## Resultados
| País           | J | G | E | P | GF | GC | GD | Pts |
| -------------- | - | - | - | - | -- | -- | -- | --- |
| Kuwait         | 6 | 5 | 1 | 0 | 11 | 4  | +7 | 11  |
| UAE            | 6 | 3 | 1 | 2 | 10 | 7  | +3 | 7   |
| Arabia Saudita | 6 | 3 | 0 | 3 | 9  | 9  | 0  | 6   |
| Catar          | 6 | 1 | 4 | 1 | 4  | 5  | -1 | 6   |
| Baréin         | 6 | 1 | 4 | 1 | 4  | 5  | -1 | 6   |
| Irak           | 6 | 1 | 3 | 2 | 8  | 9  | -1 | 5   |
| Omán           | 6 | 0 | 1 | 5 | 4  | 11 | -7 | 1   |

| Equipo 1       | Resultado | Equipo 2       |
| -------------- | --------- | -------------- |
| Baréin         | 0-0       | Irak           |
| Kuwait         | 3-1       | Arabia Saudita |
| Catar          | 2-1       | Omán           |
| UAE            | 2-2       | Irak           |
| Baréin         | 2-1       | Arabia Saudita |
| Kuwait         | 2-0       | Omán           |
| Irak           | 1-1       | Catar          |
| Arabia Saudita | 3-1       | Omán           |
| Kuwait         | 1-0       | UAE            |
| Catar          | 0-0       | Baréin         |
| UAE            | 1-0       | Omán           |
| Arabia Saudita | 2-1       | Irak           |
| Kuwait         | 2-1       | Catar          |
| UAE            | 2-0       | Arabia Saudita |
| Baréin         | 0-0       | Omán           |
| Kuwait         | 2-1       | Irak           |
| UAE            | 3-1       | Baréin         |
| Arabia Saudita | 2-0       | Catar          |
| Irak           | 3-2       | Omán           |
| Baréin         | 1-1       | Kuwait         |
| Catar          | 3-2       | UAE            |

## Campeón
| Copa de Naciones del Golfo 1986 |
| ------------------------------- |
| Bandera de Kuwait               |
| Kuwait 6º Título                |